# Heinrich Friedrich Philipp von Bockelberg
Freiherr Heinrich Friedrich Philipp von Bockelberg (* 11. März 1802 in Warschau; † 28. Dezember 1857 in München) war ein preußischer Diplomat.

## Leben
Heinrich Friedrich Philipp von Bockelberg wurde als Sohn des Heinrich Friedrich von Bockelberg (* 18. September 1763 in Potsdam; † 15. November 1844 in Carlsruhe in Oberschlesien), Major und späterer Oberst und dessen Ehefrau Henriette Charlotte (* 20. Oktober 1769 in Krippitz; † 30. Mai 1845 in Carlsruhe), eine Tochter des Christian Gottlieb Kracker von Schwartzenfeld (1744–1778), Landesältester und Marschkommissar des Kreises Strehlen, geboren. Seine Geschwister waren:
- Friedrich Adolf von Bockelberg (* 21. Dezember 1793 in Krippitz; † 13. Oktober 1872 in Dresden), Kammerherr des Herzogs Eugen Friedrich Heinrich von Württemberg und Gutsbesitzer von Ober- und Nieder-Strebitzko im Kreis Militsch, verheiratet mit Friederike Anna Barbara Josefa Franziska Ernestine Johanna von Paczensky und Tenczin (* 12. Dezember 1796 in Sternalitz; † 14. August 1863 in Dresden);
- Friedrich Ernst von Bockelberg (* 22. Juni 1798 in Warschau; † 25. Dezember 1849 in Berlin), preußischer Major, verheiratet in 1. Ehe mit Friederike Henriette Emilie von Zschock (* 12. Februar 1804 in Berlin; † 23. Oktober 1893 ebenda) und in 2. Ehe mit Luise von Hundt und Alten-Grottkau (* 1. August 1810 in Neisse; † 21. Juni 1853 in Breslau);
- Friedrich Wilhelm Karl von Bockelberg (* 7. August 1804 in Warschau; † 30. März 1809 1809 in Carlsruhe);
- Eugenie Luise Karoline Wilhelmine von Bockelberg (* 12. Dezember 1810 in Carlsruhe; † 6. Februar 1868 ebenda), Stiftsdame

Während der Koalitionskriege, an der sein Vater im L’Estocq’schen Korps beteiligt war, zog dessen Ehefrau mit den Kindern nach Schlesien; nach Beendigung der Kriege wurde sein Vater zum Hofmarschall und Kammerherrn beim Herzog Eugen Friedrich Heinrich von Württemberg ernannt und zog daraufhin mit seiner Familie nach Carlsruhe in Schlesien, dort verlebte Heinrich Friedrich Philipp von Bockelberg den größten Teil seiner Jugendjahre.
Er besuchte das Maria-Magdalenen-Gymnasium in Breslau bei Professor Johann Kaspar Friedrich Manso. Nach Vollendung des Abiturs ging er 1819 an die Universität Breslau und studierte Jura, das Studium beendete er an der Universität Berlin.
Am 4. März 1823 wurde er, nach bestandener Prüfung, Auskultator beim Kammergericht Berlin. Im März 1825 bestand er das zweite juristische Examen und wurde anschließend zum Referendar beim Kammergericht ernannt. Er trat im Regierungsbezirk Breslau in den Verwaltungsdienst ein und arbeitete in verschiedenen Abteilungen, bis er im März 1829 mit dem Reife-Zeugnis für die höhere Prüfung entlassen wurde. Am 23. März 1829 wurde er zum Kammerherrn ernannt und erhielt vom preußischen König die Erlaubnis, den Erbprinzen Friedrich zu Hohenlohe-Oehringen drei Jahre auf dessen Reisen nach Italien, Sizilien, die Schweiz, Frankreich, England und Schottland zu begleiten.
Nach seiner Rückkehr meldete sich Heinrich Friedrich Philipp von Bockelberg 1832 zum Eintritt in die diplomatische Karriere, wurde hierzu zugelassen und war zunächst im Ministerium der auswärtigen Angelegenheiten beschäftigt. Im gleichen Jahr wurde er zum Legationssekretär ernannt und als Vertretung des damaligen Gesandten Atanazy Raczyński, der einen längeren Urlaub antrat, am königlichen dänischen Hof als Geschäftsträger nach Kopenhagen entsandt. 1833 begleitete er den damaligen Gesandten Heinrich Friedrich von Arnim-Heinrichsdorff-Werbelow als Legationssekretär nach Brüssel und blieb auch dort als Geschäftsträger, nachdem der Gesandte, in Folge der damaligen politischen Verhältnisse, nach sechs Monaten seinen Posten mit unbestimmten Urlaub verlassen musste.
1835 wurde Heinrich Friedrich Philipp von Bockelberg nach Wien an die dortige Gesandtschaft versetzt und 1837 zum Legationsrat ernannt. Im April 1842 erfolgte seine Versetzung als Ministerresident an den Großherzoglich Hessischen und an den Herzoglich Nassauischen Hof. 1845 wurde er zum Außerordentlichen Gesandten und bevollmächtigten Minister an diesen Höfen ernannt.
Durch königlichen Kabinettsorder vom 20. April 1848 wurde er von Friedrich Wilhelm IV. zum Gesandten am Königlich Bayerischen Hof von Maximilian II. Joseph in München ernannt.
Heinrich Friedrich Philipp von Bockelberg war seit dem 27. Dezember 1841 verheiratet mit Mathilde (* 1. Juni 1812 in Berlin; † 27. Dezember 1841 ebenda), eine Tochter des preußischen Kriegs- und Steuerrat Christoph Wilhelm von Werdeck (* 9. Januar 1759; † 21. Juni 1817) und dessen Ehefrau die Schriftstellerin Adolphine von Klitzing, spätere Stieftochter des Feldmarschalls Karl Friedrich von dem Knesebeck, die früher Hofdame der Königin Elisabeth Ludovika von Bayern war. Gemeinsam hatten sie eine Tochter:
- Elisabeth von Bockelberg (* 16. Mai 1844 in Darmstadt; † 5. Mai 1922 in Potsdam), verheiratet mit Graf Hermann Albert zu Lynar (1827–1887), preußischer Generalleutnant.

Heinrich Friedrich Philipp von Bockelberg starb in München am 28. Dezember 1857 und wurde auf dem alten Garnisonkirchhof in Berlin beerdigt.

## Auszeichnungen
Im Juli 1835 erhielt Heinrich Friedrich Philipp von Bockelberg den königlich preußischen St. Johanniter-Orden und wurde somit Ehrenritter dieses Ordens.
1839 wurde ihm, aufgrund seiner selbständigen Tätigkeiten, die sich aus der Belgischen Revolution von 1830 ergeben hatten, der Rote Adlerorden 4. Klasse verliehen.
1841 wurde er mit dem Kaiserlichen Österreichischen Orden der Eisernen Krone II. Klasse dekoriert und dazu erhielt er den Russischen Orden der Heiligen Anna 2. Klasse verliehen.
1848 erhielt er den Roten Adlerorden 3. Klasse mit der Schleife, 1852 den Roten Adlerorden 2. Klasse mit Eichenlaub und 1854 den Stern dazu. Im gleichen Jahr bekam er im Mai das Großkreuz des Großherzoglich Hessischen Ludwigs-Orden.
1854 wurde ihm das Großkreuz des Königlichen Verdienstordens der Bayerischen Krone verliehen.